# North Valley Stream
North Valley Stream és una concentració de població designada pel cens dels Estats Units a l'estat de Nova York. Segons el cens del 2000 tenia 15.789 habitants.

## Demografia
Segons el cens del 2000, North Valley Stream tenia 15.789 habitants, 4.860 habitatges, i 3.946 famílies. La densitat de població era de 3.242,6 habitants per km².
Dels 4.860 habitatges en un 39,6% hi vivien nens de menys de 18 anys, en un 61,9% hi vivien parelles casades, en un 14,9% dones solteres, i en un 18,8% no eren unitats familiars. En el 16,1% dels habitatges hi vivien persones soles el 8,5% de les quals corresponia a persones de 65 anys o més que vivien soles. El nombre mitjà de persones vivint en cada habitatge era de 3,21 i el nombre mitjà de persones que vivien en cada família era de 3,57.
Per edats la població es repartia de la següent manera: un 26% tenia menys de 18 anys, un 8,3% entre 18 i 24, un 28,6% entre 25 i 44, un 23% de 45 a 60 i un 14% 65 anys o més.
L'edat mediana era de 37 anys. Per cada 100 dones de 18 o més anys hi havia 84,2 homes.
La renda mediana per habitatge era de 73.621 $ i la renda mediana per família de 77.914 $. Els homes tenien una renda mediana de 43.450 $ mentre que les dones 37.015 $. La renda per capita de la població era de 24.727 $. Entorn del 3% de les famílies i el 3,7% de la població estaven per davall del llindar de pobresa.